# Never Turn Your Back on a Friend
Never Turn Your Back on a Friend – trzeci album studyjny brytyjskiego zespołu Budgie. Nagrania zarejestrowano w 1973 w Rockfield Studios (Południowa Walia), a producentami muzycznymi byli sami członkowie zespołu. Płyta została wydana przez wytwórnię płytową MCA Records w czerwcu 1973 i doczekała się kilku reedycji. Jest uznawana za najlepszą płytę Budgie. W 2004 nakładem Noteworthy Productions ukazał się CD, na którym zamieszczono trzy dodatkowe nagrania (będące np. wersjami akustycznymi czy koncertowymi utworów z pierwotnego albumu). Autorem okładki albumu jest Roger Dean (autor okładek płyt takich grup jak Yes czy Uriah Heep). Autorami wszystkich kompozycji (oprócz „Baby, Please Don't Go”) są członkowie grupy. Utwór „Breadfan” pojawił się jako cover na singlu o tej samej nazwie nagranym przez zespół Metallica w 1988, natomiast piosenka „Baby, Please Don't Go” to oryginalna kompozycja amerykańskiego bluesmana „Big” Joe Williamsa z 1935, która (w wielu stylistykach muzycznych) była i jest wykonywana i nagrywana przez różnych artystów i grupy muzyczne. Never Turn Your Back on a Friend był ostatnim albumem z Rayem Phillipsem jako perkusistą zespołu.

## Muzycy
- Burke Shelley – gitara basowa, śpiew
- Ray Phillips – perkusja
- Tony Bourge – gitara prowadząca, gitara akustyczna, śpiew

## Lista utworów
Strona A
| 1. | „Breadfan”                                     | 6:10  |
|    |                                                |       |
| 2. | „Baby, Please Don't Go” (Joe Williams)         | 5:30  |
|    |                                                |       |
| 3. | „You Know I'll Always Love You”                | 2:15  |
|    |                                                |       |
| 4. | „You're the Biggest Thing Since Powdered Milk” | 8:51  |
|    |                                                |       |
|    |                                                | 22:46 |
|    |                                                |       |
Strona B
| 5. | „In The Grip of a Tyrefitter's Hand” | 6:29  |
|    |                                      |       |
| 6. | „Riding My Nightmare”                | 2:42  |
|    |                                      |       |
| 7. | „Parents”                            | 10:25 |
|    |                                      |       |
|    |                                      | 19:36 |
|    |                                      |       |
Dodatkowe nagrania na CD wydanym w 2004
| 8.  | „Breadfan” (wersja 2003)             | 5:27  |
|     |                                      |       |
| 9.  | „Parents” (wersja akustyczna, 2004)  | 5:37  |
|     |                                      |       |
| 10. | „Breadfan” (wersja koncertowa, 1973) | 6:10  |
|     |                                      |       |
|     |                                      | 17:14 |
|     |                                      |       |

## Informacje uzupełniające
- Inżynier dźwięku – Pat Moran, Kingsley Ward
- Projekt okładki, autor obrazu na okładce – Roger Dean
- Zdjęcia – Fin Costello